# Юная (станция)
Юная — железнодорожная станция на линии Аткарск-Калининск, расположенная в селе Озёрное Аткарского района Саратовской области.
В настоящее время функционирует в качестве остановочного пункта.

## История
Станция была образована в 1894 году. Изначально станция называлась Дурасовка по названию села, на территории которого располагалась.
При постройке станции в селе Дурасовка был образован рабочий поселок — микрорайон, который сегодня называется Песчанка.
В 1966 году село Дурасовка было переименовано в село Озёрное, после чего поменялось название станции, она стала называться Юная.
В советские годы на станции функционировало 4 железнодорожных пути. Рядом со станцией было расположено зернохранилище.
В 1998 году станция была закрыта и стала остановочным пунктом, из четырех железнодорожных путей остался один.

## Деятельность
Осуществляются посадка и высадка пассажиров на поезд местного сообщения «Аткарск — Калининск».